# Patriarca Irineu

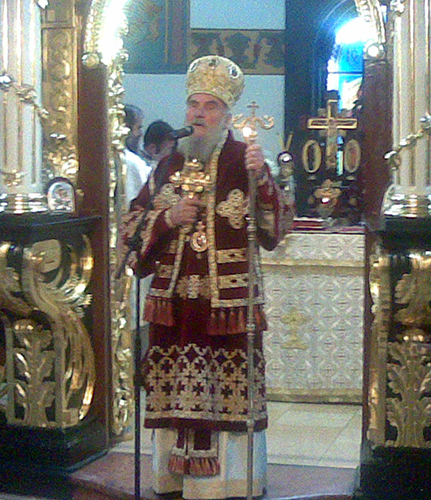
Irineu

El Patriarca Irineu (en serbi: Патријарх Иринеј, Patrijarh Irinej), nascut el 28 d'agost 1930 prop de Vidova (Čačak), Regne de Iugoslàvia i mort a Belgrad el 20 de novembre de 2020, fou el 45è patriarca de l'Església Ortodoxa Sèrbia des del 22 de gener de 2010. El seu títol complet era Sa Santedat Arquebisbe de Pec, Metropolità de Belgrad i Karlovci, Patriarca serbi Irineu. Entre 1975 i 2010 va ser Bisbe de Niš, i per això també se'l coneix com a Irineu de Niš.

## Biografia
Nascut Miroslav Gavrilovic (Мирослав Гавриловић), després de cursar estudis de secundària a Čačak, es va matricular al seminari ortodox de Prizren. Després, va ingressar a la Facultat de Teologia de Belgrad, fent el servei militar després de graduar-se. Va ser tonsurat monjo el 1959 al monestir de Rakovica, rebent el nom monàstic d'Ireneu (Irinej). Va ser professor al seminari de Prizren, i va completar estudis de postgrau a Atenes. El 1969, va ser nomenat director de l'escola monàstica al monestir d'Ostrog. Més tard va tornar a Prizren, on va ser nomenat rector del Seminari d'aquesta ciutat el 1969. El maig de 1974, va ser elegit Bisbe Vicari de Morava, consagrada pel Patriarca Germà. El maig de 1975va ser elegit bisbe de Niš, essent entronitzat a la Catedral de la Santíssima Trinitat el 15 de juny d'aquell any. Irineu encapçalà aquesta jurisdicció de l'església Sèrbia durant trenta-cinc anys.
El 22 de gener de 2010, va ser elegit Patriarca de l'Església Ortodoxa Sèrbia, com a successor del Patriarca Pavle. Va ser un dels tres candidats amb més vots dels 45 bisbes elegibles, entre els quals el Patriarca interí Amfilohije Radović i Irineu Bulovic. A la fase final, el patriarca és triat a sorts en un sobre segellat, tradició que enfatitza la intervenció divina en l'elecció. Irineu ha estat considerat, tant internament com a l'exterior, un tradicionalista moderat, obert al diàleg interreligiós. En una entrevista, Irineu va indicar que no s'oposaria a la primera visita d'un Papa catòlic romà a Sèrbia, el 2013, com a part de les celebracions de l'aniversari de l'Edicte de Milà, en virtut del qual l'emperador romà Constantí, que va néixer a Niš, va posar fi a la persecució dels cristians.